# كيث ألين (سياسي)
كيث ألين (بالإنجليزية: Keith Reading Allen)‏ هو سياسي نيوزيلندي، ولد في 27 نوفمبر 1931، وتوفي في 15 يونيو 1984. انتخب عضو مجلس النواب النيوزيلندي.